# 南小王镇
南小王镇，原为南小王乡，是中华人民共和国河北省保定市博野县下辖的一个乡镇级行政单位。2018年12月撤乡设镇。区划代码改为130637106。

## 行政区划
南小王镇下辖以下地区：
南小王村、寇庄村、迁庄村、董家庄村、大北河村、小北河村、李家陀村、东王各庄村、西王各庄村、史家佐村、同连村、白塔村、堤头村、南杨村、苑郭庄村、淮南村、套里村、陈庄村、南魏庄村、迁庄社区、东西王各庄社区和同连社区。